# Качка, Гавриил Симонович
Гавриил Симонович Качка (Gábor Kačka; 1739—1818) — крупный горный администратор Российской империи, колыванский губернатор (1796—1798), начальник Алтайского горного округа (1785—1799); тайный советник.

## Биография
Родился Гавриил в посёлке Бымовского медеплавильного завода на Урале. Сын австрийского штейгера (горного мастера) Симона Качки из горняцкого городка Топшау в Верхней Венгрии (ныне Добшина в Словакии), вызванного в Россию при Петре Великом.
Получил «домашнее образование» — первым его учителем был отец. Затем, как сказано в его биографии, он, «будучи одарен высоким умом, начал неусыпно заниматься чтением книг не только до горного дела касающихся, но и до гражданского быта относящихся».
Начав службу на Алтае, в 1757 году Качка был определён пробирным учеником по Колыванской экспедиции в Кабинет ЕИВ в Санкт-Петербурге в обучение к И. А. Шлаттеру. Работал при Монетном дворе над улучшением способа отделения золота от серебра и уже через год получил первый офицерский чин — шихтмейстера. Дальнейшая его служба шла не менее успешно.
В 1782 г. он был уже управляющим Монетным двором. Его лично знала императрица Екатерина II. В 1785 г., с чином статского советника, она направила Качку на Алтай — начальником над Колывано-Воскресенскими заводами. В 1785—1798 гг, Качка, будучи начальником Колывано-Воскресенских заводов, проявил себя как искусный администратор, знаток горного дела и организатор производства. При нём выплавка серебра достигла 1 тыс. пуд. в год, было положено начало камнерезному делу, открыты богатейшие Ридерский и Зыряновский рудники, построен ещё один сереброплавильный завод, названный первоначально Екатерининским, затем, по указанию императрицы, переименованный в Гавриловский (в честь Г. С. Качки). Он ввёл на рудниках и заводах щадящий трехсменный режим работы: первую неделю мастеровые трудились в дневную смену (12 часов), вторую — ночью, а третья неделя была «гульной» — для отдыха и занятий домашним хозяйством. Упорядочил Качка и работу сдельщиков («урочников»), причём размер «урока» предварительно определял на себе — выполнял сам.
На русской службе Г. С. Качка выслужил потомственное дворянство. Жена, Мария Гартман (дочь доктора медицины), умерла в 1794 году. В браке имел сына Александра, который пошёл по стопам отца и дослужился до генеральского чина (обер-берггауптмана IV класса), и дочерей: Елизавету (муж — Герман Иван Филиппович); Анну (муж — Гарденин Дмитрий Иванович, обер-берггауптман V класса); Наталью (муж — профессор Л. И. Панснер). В доме его сына А. Г. Качки ныне находится Музей истории Екатеринбурга.
В конце 1798 года, после смерти жены, подал прошение об отставке и переехал в Петербург, к дочери. Павел I, встретив его на прогулке, повелел продолжать службу. Так в 1800 году Качка снова был призван в службу. После выполнения ряда поручений по установлению надлежащего порядка на горных заводах был определён в 1801 году в Берг-коллегию. В последующие годы Качка, к тому времени уже тайный советник, управлял Монетным двором (с 1803 г.), а с 1807 по 1811 год работал директором Горного департамента (с 1811 — Департамент горных и соляных дел). С 29 августа 1811 г. назначен сенатором, а с 31 августа того же года высочайше повелено присутствовать в 4 департаменте Сената.
По словам биографа, «был он крепкого телосложения, строгой нравственности, твердого характера, чистосердечен, чужд сребролюбия, честолюбия и неусыпен в службе».
Умер в августе 1818 года.

## В культуре
Гавриил Качка фигурирует в романе «Золотой клюв» А. Караваевой, который вышел в 1925 году в журнале «Сибирские огни».